# Chao Meng-Fu (cráter)
Chao Meng-Fu es un cráter de impacto de 140,73 km de diámetro del planeta Mercurio. Debe su nombre al pintor chino  Zhao Mengfu (1254-1322), y su nombre fue aprobado por la  Unión Astronómica Internacional en 1976.
Por su ubicación próxima al polo sur de Mercurio (132.4° O, 87.3° S) y  pequeña inclinación del eje del planeta, se cree que el 40% del cráter se encuentra en la sombra permanente. Esto combinado con los ecos brillantes de radar en la ubicación del cráter hace sospechar a los científicos que existen grandes cantidades hielo o compuestos volátiles dentro del cráter, protegido de la sublimación por un vacío casi completo con temperaturas muy frías y constantes, alrededor de los -171 °C.

## La evidencia con radar de la existencia de hielo
Los estudios con radar en los que estaban involucrados los observatorios de  Arecibo (Puerto Rico), Goldstone (California, Estados Unidos), y el Very Large Array (Nuevo México, Estados Unidos) detectaron numerosas áreas con una alta reflectancia, la mayor parte en las latitudes polares. Muchas de estas zonas coinciden con cráteres fotografiados por la sonda espacial Mariner 10, con la  característica más grande en el polo sur que corresponde al cráter Chao Meng-Fu
.
El Brillo superficial y el tipo de polarización  de las reflexiones de radar en este cráter son más características del hielo que de las rocas de silicato que forman la corteza de Mercurio. A pesar de esto, las reflexiones del radar son demasiado débiles para que sean de hielo puro y se cree que esto se debe a una capa fina o parcial de polvo sobre el hielo subyacente. Sin embargo, no hay confirmación directa, y es posible que la reflectancia del radar observada en el Chao Meng-Fu y otros cráteres similares sean debidas a depósitos de minerales ricos de metales y compuestos.

## Origen del hielo
El hielo del cráter Chao Meng-Fu puede provenir de impactos de cometas y meteoritos ricos en agua o del interior de la corteza del planeta.
A causa del continuo bombardeo del viento solar y de la intensa luz solar, la gran mayoría de depósitos de hielo de Mercurio se han perdido rápidamente en el espacio, pero en las partes de sombra permanente del Chao Meng-Fu, donde las temperaturas son demasiado bajas para permitir una sublimación apreciable del hielo, ha permitido que el hielo se acumulase durante millones de años.